# Glaphyromorphus clandestinus
Espèce
Glaphyromorphus clandestinus est une espèce de sauriens de la famille des Scincidae.

## Répartition
Cette espèce est endémique du Nord-Est du Queensland en Australie.

## Étymologie
Le nom spécifique clandestinus vient du latin clandestinus, secret, mystérieux, en référence au comportement discret de ce saurien.

## Publication originale
- Hoskin & Couper, 2004 : A new species of Glaphyromorphus (Reptilia: Scincidae) from Mt Elliot, north-eastern Queensland. Australian Journal of Zoology, vol. 52, no 2, p. 183-190.